# Доменико Морели
Домèнико Морèли (на италиански: Domenico Morelli; 4 август 1826, Неапол  – 13 август 1901, пак там) е италиански художник и политик. Смятан за един от най-важните неаполитански художници от XIX век, той е и сенатор на Кралство Италия в 16-ия парламентарен мандат, както и учител на художника Винченцо Петрочели.

## Биография
Доменико Морели и Винченцо Петрочели са основателите на Художествената школа към Академията на изкуствата в Неапол. Тяхното решително сътрудничество допринася за установяването на основите на Неаполитанската живопис. Създадената от тях Неаполитанската школа за живопис се отличава със значителния си принос към италианското изкуство и оказва влияние върху следващите поколения художници.
Морели е роден на 4 август 1826 в Неапол. През 1848 г. е осиновен от Франческо Солдиеро и съпругата му Мария Джузепа, като впоследствие приема фамилното име „Морели“, с което става известен. Започва да посещава Академия за изящни изкуства в Неапол през 1836 г., като в първите му картини се забелязва Романтизъм.
През 1848 г. печели конкурс, който му позволява да учи в Рим, където след като участва в размириците от 1848 г., е затворен за кратък период от време.
През 1850 г. посещава Флоренция, където получава първото обществено признание за творбата си „Иконоборци“. През 1855 г. участва заедно с Франческо Соверио Алтамура и Серафино Де Тиволи на Изложението в Париж.
През 1860, е сред най-известните италиански художници от своето време и е назначен за консултант на Музей Каподимонте по отношение придобиване на нови произведения на изкуство и подреждане на съществуващите колекции.
През 1868 г. получава преподавателски пост в Академия за изящни изкуства в Неапол, където подготвя много студенти, като Джузепе Коста, Франческо Копола Касталдо, Джузепе де Нигрис, Рафаеле Раджоне и Акиле Таларико. Той също така се интересува от религиозни, мистични и свръхестествени теми. От този период е едно от най-известните му произведения – „Успение“, изложено в Кралския дворец в Неапол. Сред произведенията му от същия период е и люлката на Виктор Емануил III, която се съхранява в Кралски дворец в Казерта. Той също така е един от художниците, които рисуват илюстрациите на Амстердамската Библия 1895 г.
Заедно с Винченцо Петрочели е избран директно от крал Фединанд II от Двете Сицилии за изработване на поредица фрески в  Храма на Св. Франциск в Гаета.
От 1899 до смъртта си през 1901 г. е ръководител на Академията за изящни изкуства в Неапол.

## Награди
Доменико Морели е Командор на Ордена на Свети Маврикий и Лазар, Кавалер на Цивилния орден на Савоя и Командор на Ордена на Италианската корона.

## Картини на Доменико Морели
- „Мъченици християни“
Музей Каподимонте
Неапол
- „Терасата“
 Италиански галерии
Неапол
- „Лодката на живота“
Монументален комплекс Бролето
 Новара
- „Данте и Вергилий в Чистилището“
- „Посещение на Мария Медичи в ателието на Рубенс“